# 亞西西的方濟各
亞西西的聖方濟各（義大利語：San Francesco d'Assisi；1182年—1226年10月3日），簡稱方濟各、方濟，新教又譯為聖法蘭西斯（聖公會譯名），是天主教運動、動物、美國舊金山以及自然環境的主保聖人，也是方濟各會（又稱「小兄弟會」）的創辦者（会祖），知名的修士及苦行僧。教宗方濟各的名號就是為了紀念這位聖人。

## 生平
方濟各出生於義大利的亞西西城，父親是富有的布商伯鐸·伯納戴德（Pietro Bernardone）。據說他出生時，父親剛好到法國做生意，母親為他取名約翰(Giovanni)；然而父親自法國經商歸來後，不喜歡他和施洗約翰同名，又因喜歡法國文化，因此將將其改名為方濟各(Franceso，法國人之意)。他英俊、機智、英勇，擁有富裕的家境，加上天生的領袖氣質，年少的方濟受同儕擁戴成「亞西西歡愉王子」，過著和纨绔子弟無異的豪奢生活。
方濟各從小便喜愛幫助窮人，他曾幫助父親在市場上賣布和天鵝絨，這時一個乞丐來找他施捨，在他的商業交易結束後，方濟各放棄了他的商品並追趕乞丐。找到乞丐後，方濟各把自己口袋裡的所有東西都給了他。他的朋友嘲笑他的善舉；他的父親則憤怒地責罵他。
父親雖事業有成，但畢竟不是貴族，他渴望晉陞名門的心願便落到了兒子方濟各的身上。當時要躋身貴族之列，當騎士是最佳捷徑。1202年左右，他參加了亞西西軍隊遠征，並在科萊斯特拉達被俘虜一年，一場疾病讓他重新審視自己的生活。1203年回到亞西西後，方濟各回到了無憂無慮的生活。1205年，方濟各前往阿普利亞，加入布列讷伯爵戈蒂埃三世的軍隊。因為見到了從天主來的異象，讓他回到了亞西西，此後對世俗生活失去了興趣，他開始避開宴樂和交際，甚至一個朋友問他是否考慮和「貧窮夫人」結婚，他回答說：「是的，她比你們任何人見過的新娘都漂亮」。
在去羅馬朝聖時，方濟各和窮人一起在聖伯多祿大教堂乞討。他在偏僻的地方度過了一段時間，提升他的靈性生命。他在亞西西郊外的聖達米亞諾被遺棄的鄉村小教堂聖達勉堂裡看到了耶穌基督的神秘異象，在那裡被釘十字架的基督聖像對他說：「重建我的殿宇吧！因為它已經快要傾倒了。」他賣了父親的布，將所得財物拿給主教，主教卻拒絕接受不義之財，方濟各氣地將錢丟在地上。他父親知道後雷霆震怒，方濟各在聖達米亞諾附近的一個山洞裡躲閉父親大約一個月。當他又餓又髒的回到城裡時，他被父親拖回家，毆打、捆綁並鎖在一個小儲藏室裡。被母親釋放後，他立即返回聖達米亞諾，找到了主教的庇護所，但他很快就被他父親告上法庭。在亞西西主教面前的法律訴訟中，方濟各放棄了他兒子的身分和遺產繼承權，與父親斷絕關係。他為了表示放棄而脫了自己身上的衣服，主教用自己的斗篷蓋住了他。
他曾在鄰近的修道院工作過一段時間，然後他去了古比奧，一位朋友在那裡給了他一件朝聖者的斗篷、腰帶和棍杖作為施捨。回到亞西西，他穿過城市為重建舊教堂所需用的石頭乞討，因此被過去的朋友恥笑。在兩年的時間裡，他過著修道的生活，並修復了亞西西周圍鄉村的幾座被毀壞的小教堂，其中包括斯皮納的聖伯多祿和天使聖瑪麗亞小教堂，這後來成為他最喜歡的住所。他以服事窮人為畢生的志業，過著赤貧的生活，穿著乞丐般的衣裳，與痲瘋病人在一起，強迫自己接受原來抗拒的事物，改變了價值觀和人生目標。1209年他在教堂中聽到瑪竇福音第十章的教導：「外邦人的路，你們不要走；撒馬利亞人的城，你們不要進；寧可往以色列家迷失的羊那裏去。隨走隨傳，說『天國近了！』醫治病人，叫死人復活，叫長痲瘋的潔淨，把鬼趕出去。你們白白地得來，也要白白地捨去。腰袋裏不要帶金銀銅錢；行路不要帶口袋；不要帶兩件褂子，也不要帶鞋和柺杖。因為工人得飲食是應當的。」於是他脫去隱士的衣服，束上繩子，過簡樸的生活，開始旅行講道，不帶任何行囊，隨走隨傳，過著信心的生活。逐漸有些人開始跟隨他，他們都像方濟各一樣，變賣所有的分給窮人，專心跟隨基督。

## 修會初期

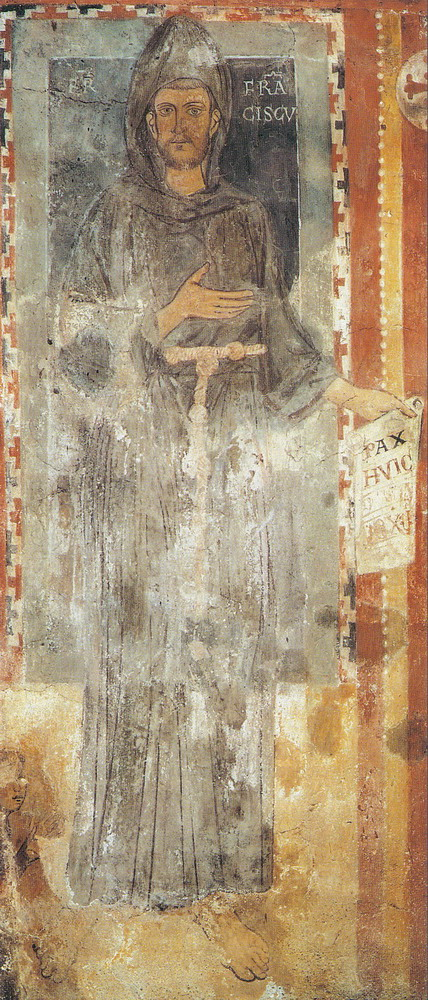
St.Francis of Assisi in Sacro Speco, Subiaco, Italy

1208年2月24日，方濟各在寶尊堂聽到了瑪竇福音「你們不要在腰帶裡備下金、銀、銅錢…（馬10：9）」，深受感動，自此度貧窮生活的心意堅定，再也沒有動搖；他捨棄了隱修士的皮帶，改以細繩束腰，並開始宣講。有一天，方濟各與一位患有痲瘋病的人相遇，他本能地想就此避開，但在主恩的驅使下，他反而下馬親吻了該病患，且給了他一些金錢。此事件成了方濟生命轉變的一個關鍵點，自此以後，方濟各便時常與跟隨者一同在痲瘋病人當中服務。這個發生在亞西西城外的事件，是在方濟各生命的末期才被他自己寫出來的：「那（指該事件）為我看似酸苦，但後來卻在我的肉身與靈魂中轉為甘美。」方濟在那條路上戰勝了自己的軟弱，並更加增了隨時為貧苦者服務的熱望。方濟各的善行很快地就吸引了許多願意來跟隨他的人。方濟各追隨者住在亚西西旁曲河的痲瘋病院裡，但他們花很多時間在翁布里亞山區間傳教。他們總是很高興地傳教，而且常常唱歌，可是他們的講道詞讓人產生很深的印象。城內有名望的人士伯納多·昆特瓦雷把所有財產都貢獻出去來跟隨他，而在一年內陸續加入有將近十一個跟隨者。他稱這些跟隨者為，在拉丁話中“小弟兄”的意思。方濟會修士有時候會被稱為Friars，這是由拉丁話的兄弟“fratres”轉來的。1209年，他為了眾多的跟隨弟兄來到了羅馬，欲尋求教宗依諾森三世對這新成立團體的批准。最初，這個團體被稱做「來自亞西西的補贖者」、「小弟兄會」(Franciscan)，也被稱為「穿灰色衣服的修道士」。他們致力於祈禱、勞力工作與宣講福音；他們的生活方式則與他們所堅持的貧窮完全一致。
1219年的1月16日，方濟各指派伯納德（Berard）弟兄與其同伴前往摩洛哥宣講福音；同年，方濟各自己則前往埃及與聖地。弟兄會的人數爆增，他們帶來的宗教復興，以溫柔而低調的方式，翻轉了歐洲的屬靈氛圍，改變了被世俗汙染的教會。許多有錢人跟隨了方濟各的理念，將世上的名利財富放下，跟隨基督的。然而當修會人數增長，原本簡單的會規卻跟不上龐大的組織運作。與此同時，組織內產生了分歧的理念和試探，有些方濟會的弟兄想與其他修會一樣建立階級，擁有修會的產業與特權，以更能有果效地傳福音；另一些弟兄則主張維持原本的簡樸精神與貧窮生活的理想。最後他決定辭去總會長的職務，讓位給他的同伴，為眾弟兄樹立謙卑的榜樣，同時他也致力重新撰寫《小兄弟會規》，強調如何過一個符合基督福音的生活，避免落入修會腐化的危險，希望藉此獲得教宗正式的許可。果然，在方濟各的努力下，最後定稿的會規，於1223年獲得教宗的官方認可。
為了回應聖女佳蘭（St. Clare）追隨福音生活的渴望，方濟各協助聖女組織了一個女性的團體，她們就生活在聖達勉堂裡，因此被稱為「聖達勉堂的貧窮女士」（Poor Ladies of San Damiano）；也就是後來「貧窮佳蘭隱修會」（The Poor Clares）的前身（又稱為「方濟第二會」）。漸漸地，方濟運動成為一股熱潮，連一般教友都要求聖人為他們建立在俗修道的團體，於是便成立了「在俗方濟會」（the Secular Francisan Order--亦即「方濟第三會」）

## 聖痕
方濟各生命中的最後三年，身心都受到極大傷痛，1224年的9月，方濟各正在拉維納山（Mt. La Verna）上禁食禱告四十天，求神賜他恩典，讓他經歷主受難的痛苦，並感受基督為世人捨命的愛。在那裡，他見到看到了一個異象，當時和弗朗西斯在一起的利奧弟兄描述了此事件：「突然他看到了一個六翼天使的異象，一個十字架上的六翼天使。這個天使給了他基督五個傷口的禮物。」在他的手、足與肋旁都出現了基督苦難的標記-「聖痕」，他心中也充滿喜樂與憐憫。傳統認為，這是他效法基督所留下的記號。方濟各的視力與健康都每況愈下，在幾個城市（錫耶納、科爾托納）接受治療，都無濟於事。最後，他被帶回了Porziuncola旁邊的一間小屋。他在這裡度過了最後的日子，講述了他的精神遺囑。他於 1226年10月3日星期六晚上與世長辭，享年45歲。除了基督外，方濟各被認為是最能具體活出登山寶訓的福音見證人。

## 聖方濟各與大自然
他稱呼太陽、風、火為兄弟，稱呼月亮、星辰、水為自己的姐妹，稱大地為母親，聖方濟用心靈的眼睛看到它們的光明、美麗和滋養力。故此，後世奉他為現代的生態環保聖人。他連覓食的小鳥、凍僵的蜜蜂、饑餓的野狼…都愛護，因為聖方濟認為萬物都是人類的兄弟姐妹。
關於方濟各對於大自然的關懷最有名的故事大概是在《小花》（Fioretti）一書中提到的，說到關於方濟告和鳥的故事。該書蒐集了在聖方濟各死後的多種傳聞及民間故事。一天方濟各和他的伴侶們在旅途上看到了路的兩邊的樹上有很多鳥，他告訴他同伴們說“你們等我，我要去對我的鳥姊妹傳教。”鳥在他傳教的時候圍繞著他，被他的聲音吸引，一隻都沒有飛走。方濟各對他們說：“我的鳥姊妹，你們受助於天主太多了，所以你們一定要隨時隨地感謝上主。為了他給你們自由在天空飛翔，為了他給你們衣裳……你們不用耕種不用收割上主就餵了你們，給你們河流和泉水止渴，給你們山谷遮蔭，給你們高樹築巢。你們雖不知道如何縫紉或編織，上主就幫你和你後代製好了衣服。因為主如此愛你們，他對你們滿是恩惠。因此，永遠要讚美上主。”
由於方濟與動物的親近，也導致他的瞻礼日（10月4日）成了世界动物日。

## 聖方濟各的主要著作

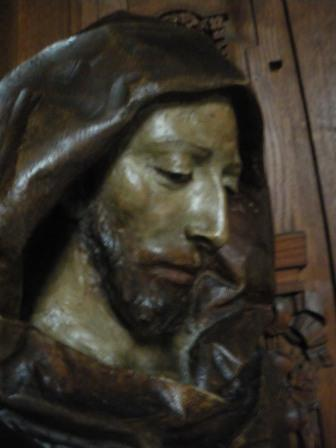
Nathaniel Hitch 所作的聖方濟各雕像

- 《對太陽弟兄的頌歌》(Canticum Fratris Solis)
- 《十字架前的禱詞》, 1205（以本來翁布里亞方言寫成，今有現代拉丁文譯版）
- 《早期的規範》(Regula non bullata), 1221
- 《後來的規範》(Regula bullata), 1223
- 《證詞》，1226
- 《勸戒》
- 完整書目請參考。

## 藝術形象

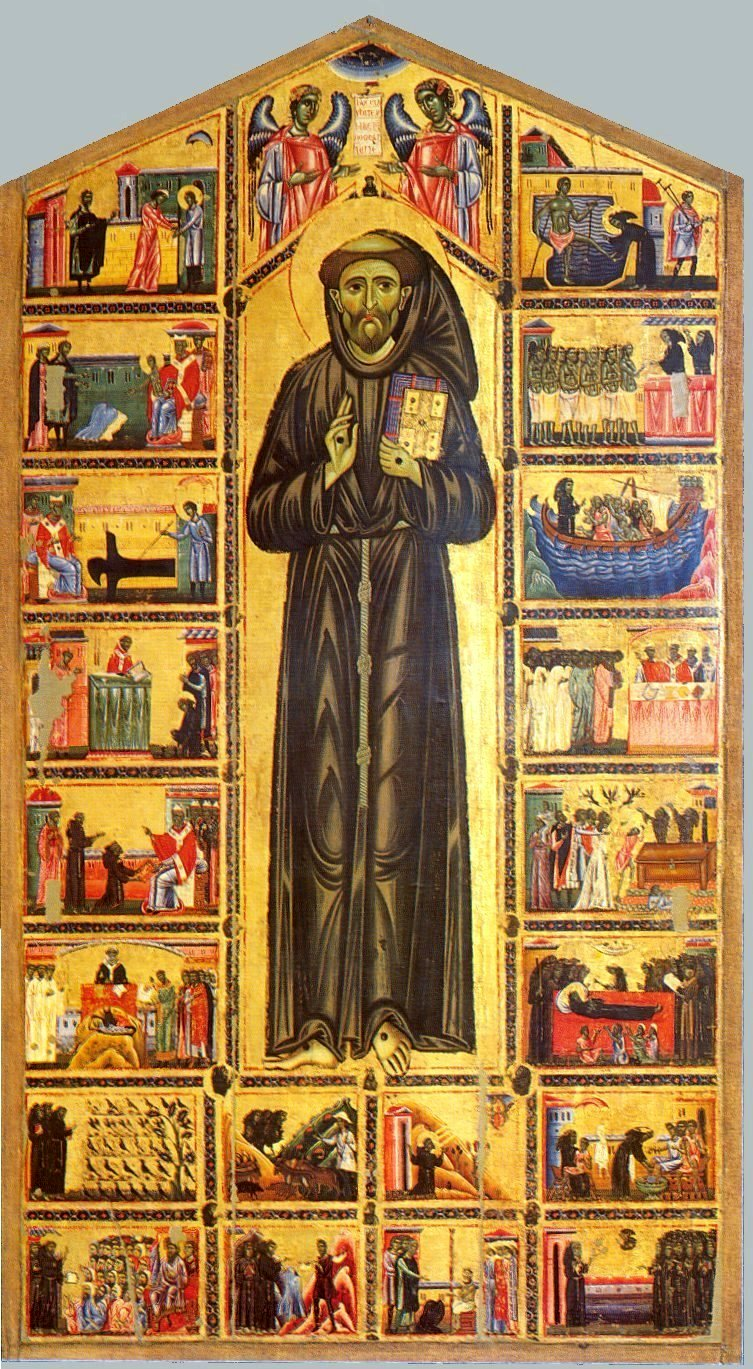
聖方濟各與他的一生，創作於13世紀
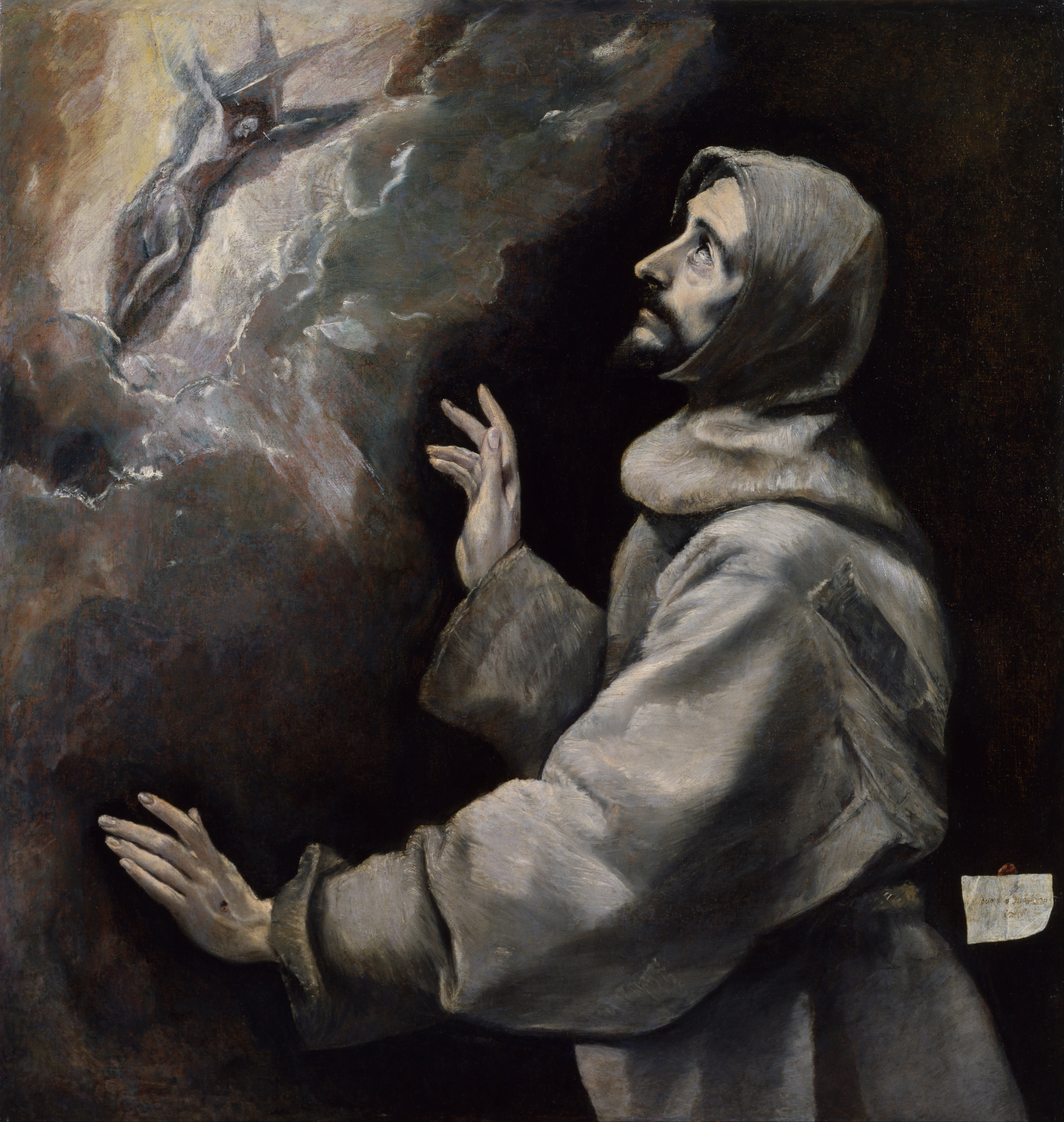
《聖方濟各受聖傷》，由埃爾·格雷考所作，1585年至1590年間
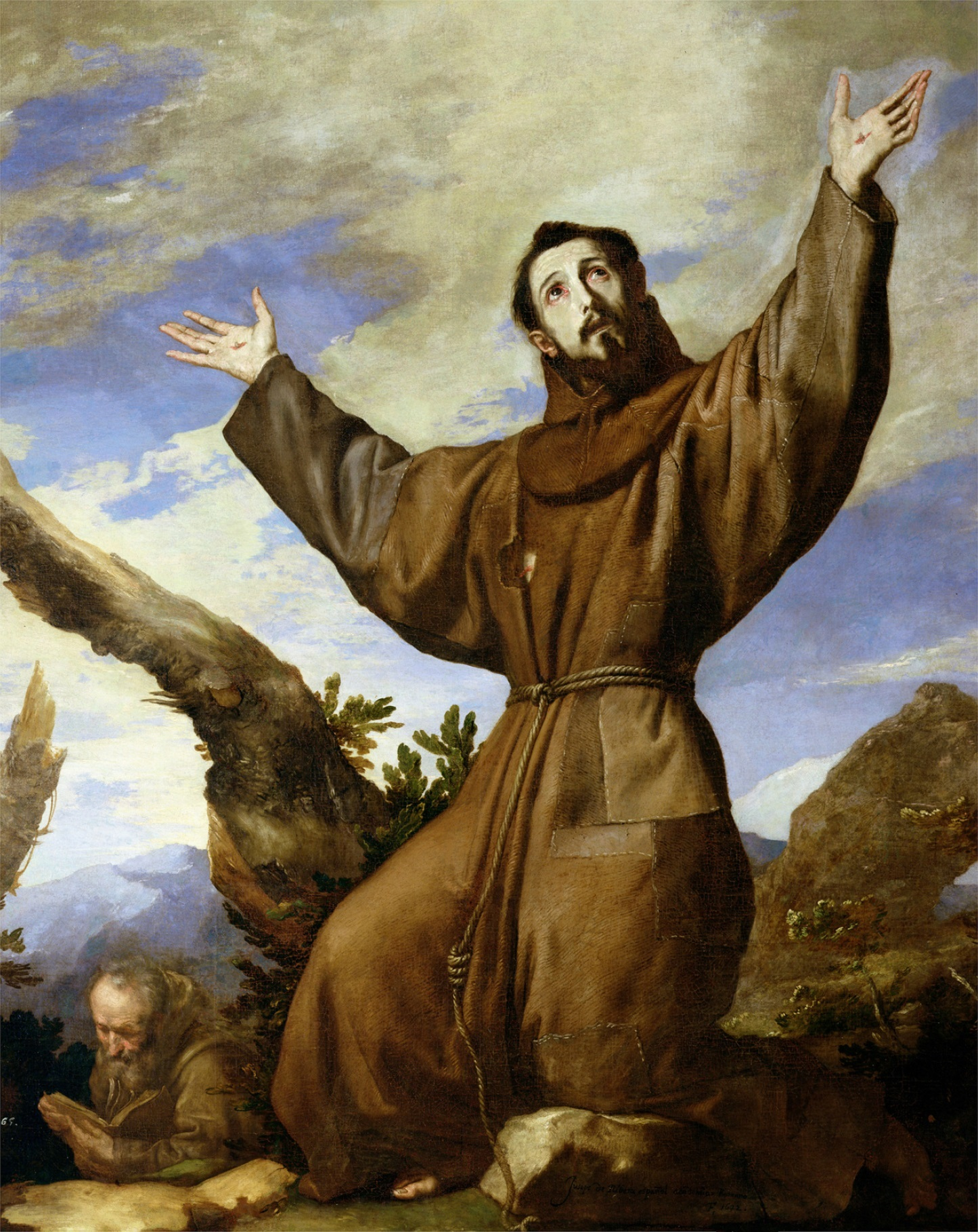
《神魂超拔的聖方濟各》 由胡塞佩·德·里貝拉所作(1639)
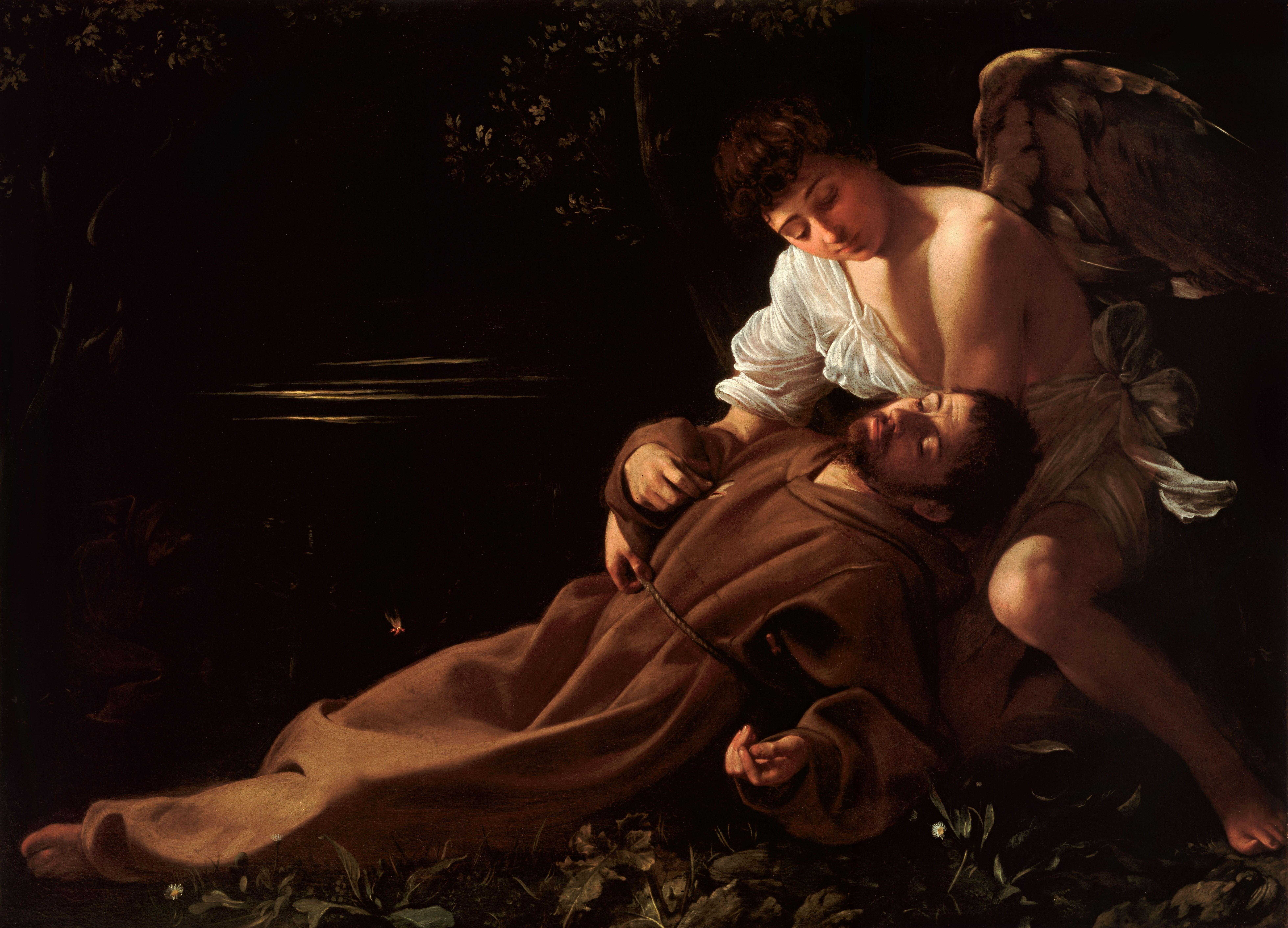
《神魂超拔的聖方濟各（英语：Saint Francis of Assisi in Ecstasy (Caravaggio)）》，卡拉瓦喬創作 (約於1595年)
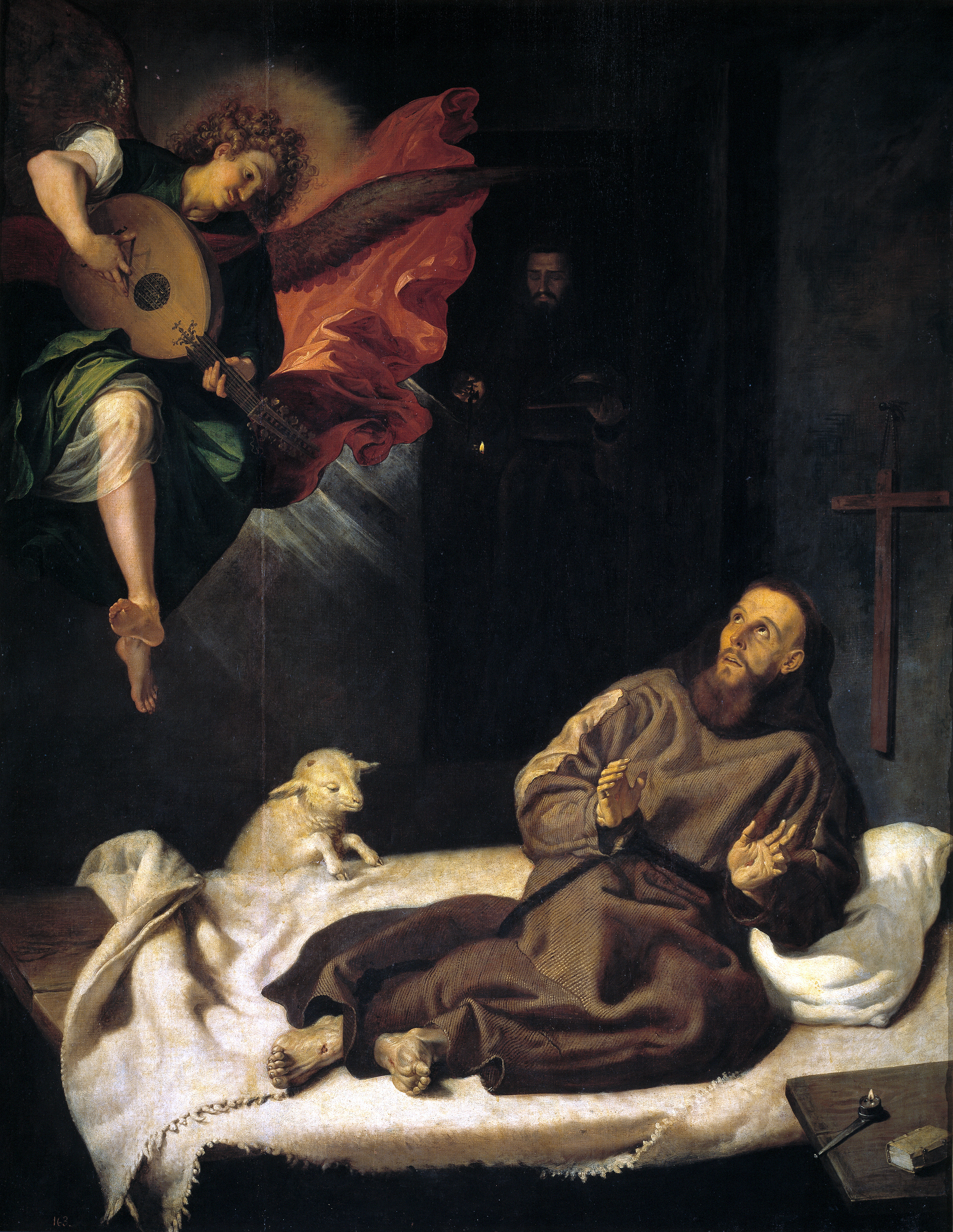
《天使為聖方濟各奏乐》，弗朗西斯科·裡瓦爾塔（英语：Francisco Ribalta）所作，約於1620年
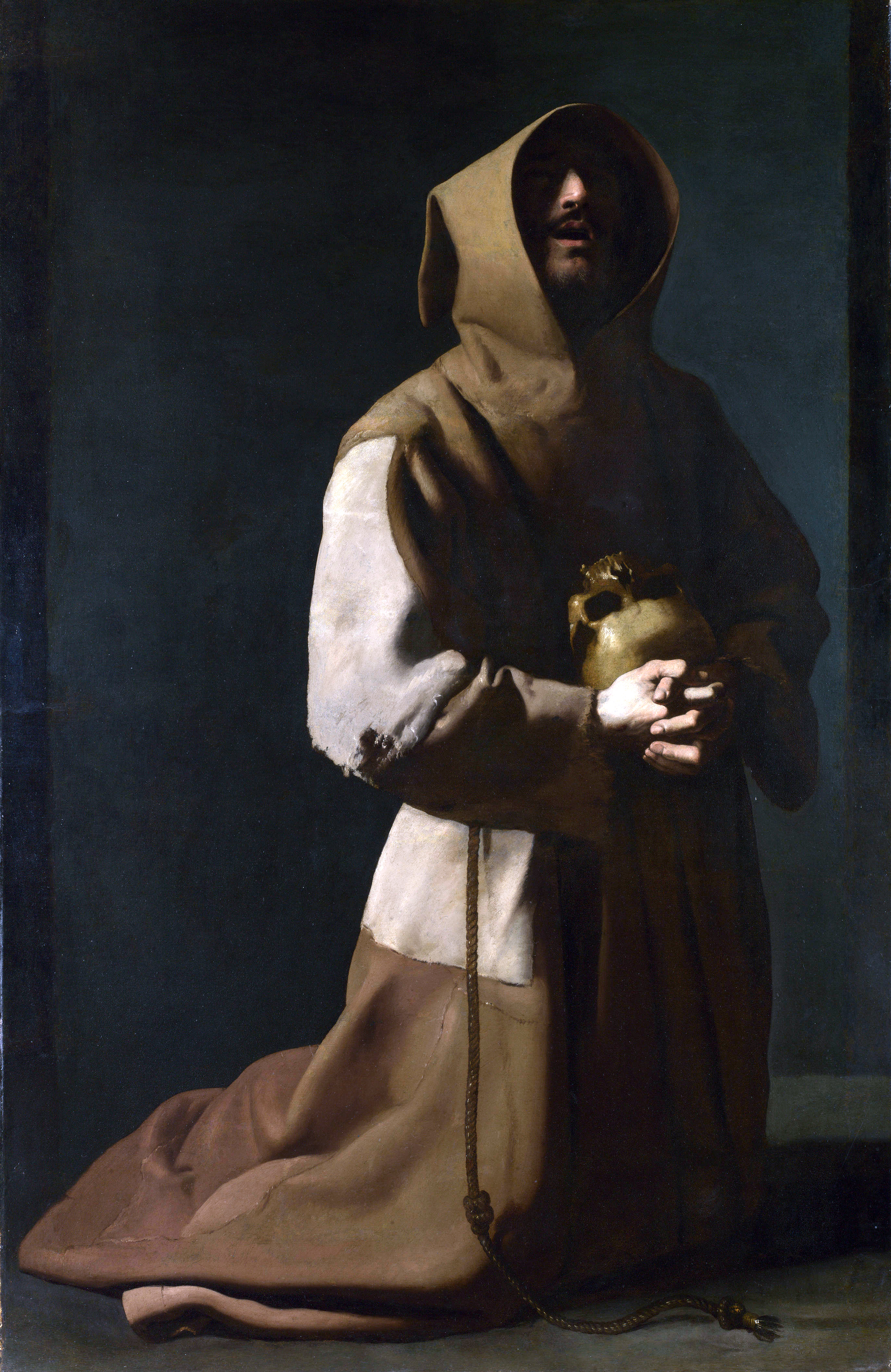
《默想的聖方濟各》，弗朗西斯柯·德·苏巴朗所作的油畫(1639)
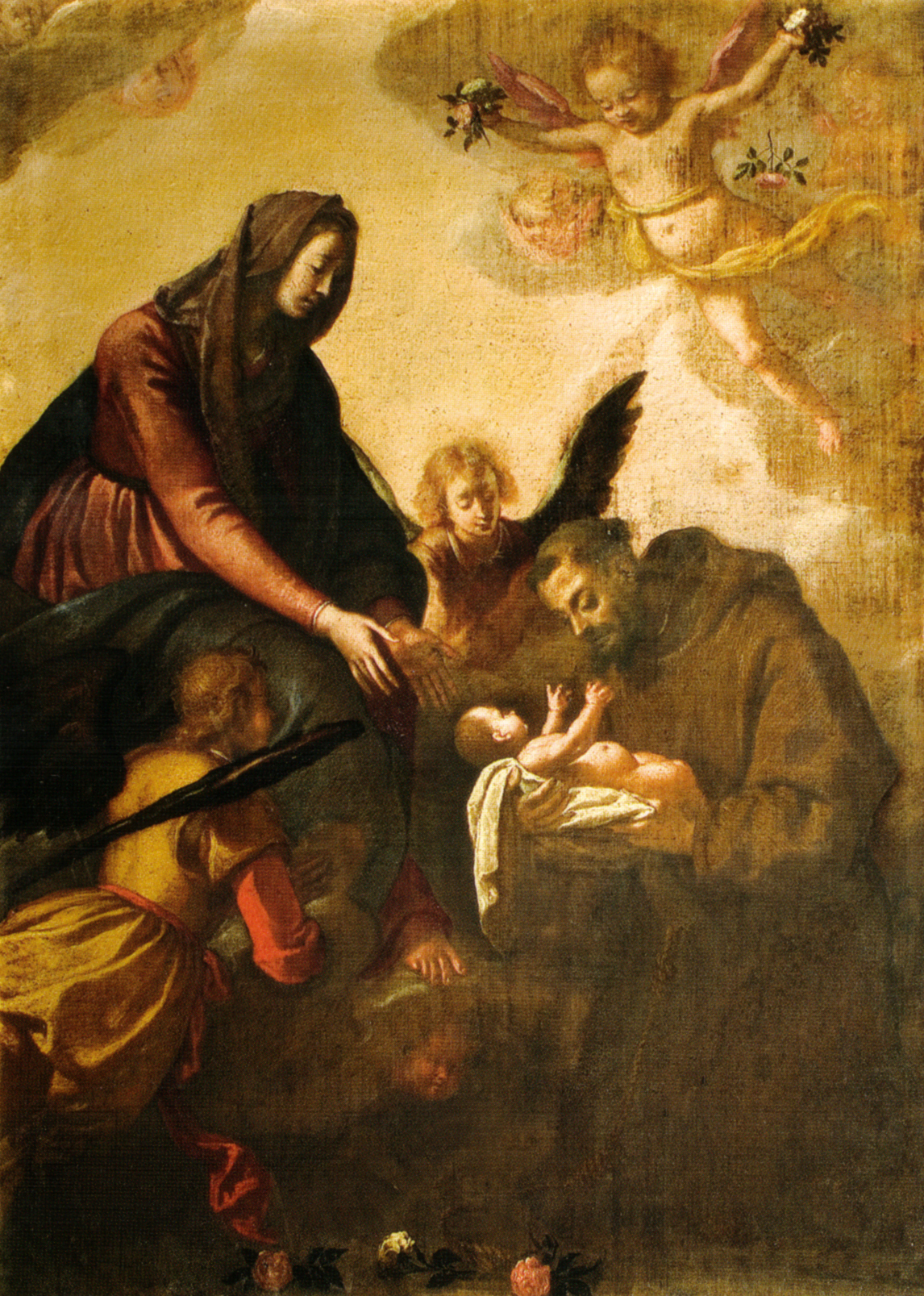
《聖母將聖嬰耶穌遞給聖方濟各抱》，由雅各布·達·恩波利（英语：Jacopo Chimenti）所作
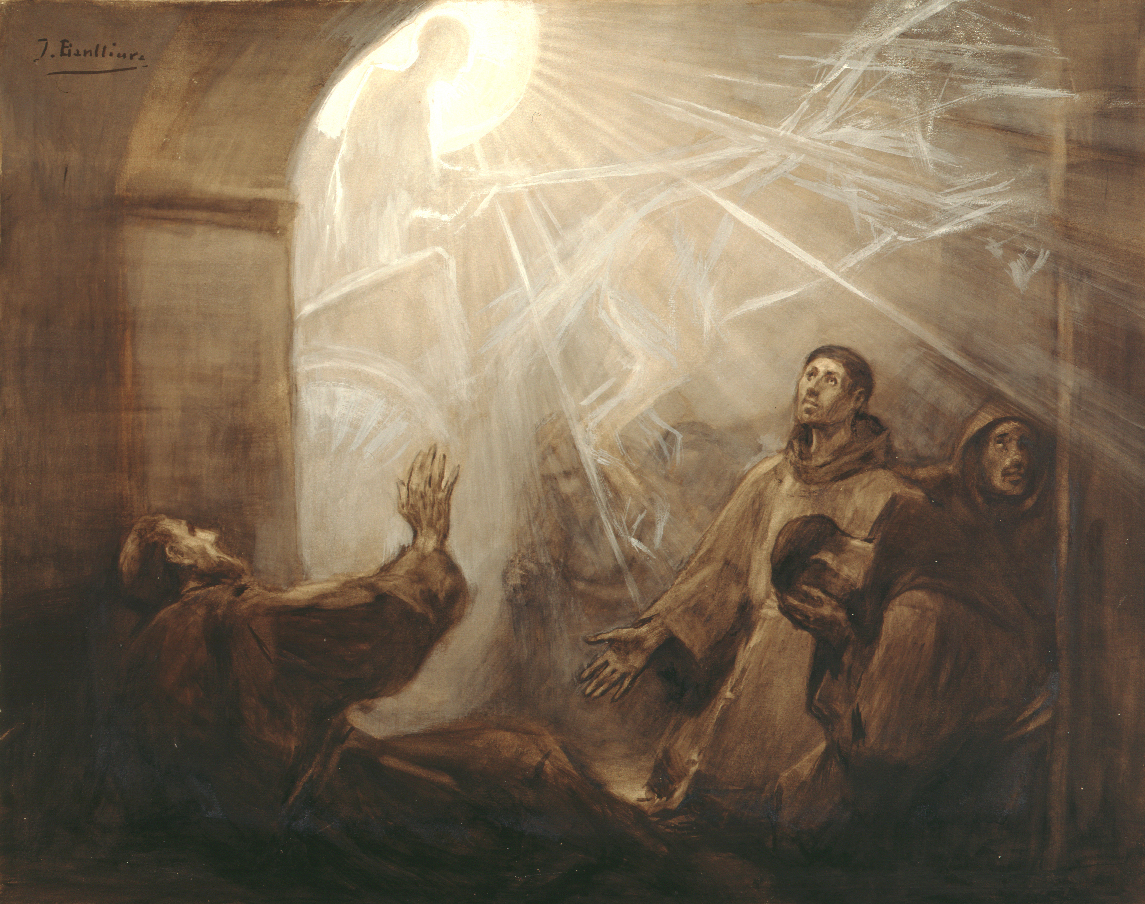
《身在遠方的方濟，乘火戰車拜訪他的弟兄們》，何塞·本鲁雷（英语：José Benlliure y Gil）創作

## 電影改編
義大利導演羅伯托·羅西里尼於1950年執導的電影《聖方濟各的花束》即是改編自聖方濟各一生的經歷，片中由Nazario Gerardi修士扮演聖方濟各。

### 引用
1. ↑  Brady, Ignatius Charles. "Saint Francis of Assisi （页面存档备份，存于）." Encyclopædia Britannica Online.
2. ↑  Chesterton（1924年），第126页
3. ↑  梁家麟. 基督教會史略-改變教會的十人十事. 香港: 明風出版. 2012: 159. ISBN 9789628911219.
4. ↑  Chesterton（1924年），第40-41页
5. 1 2 3   . . New York: Robert Appleton Company. 1913.
6. ↑  Cross, F. L., ed. (2005). "Francis of Assisi". The Oxford dictionary of the Christian church. New York: Oxford University Press. ISBN 0199566712.
7. ↑  Chesterton（1924年），第54-56页
8. ↑   de la Riva, Fr. John (2011). "Life of St. Francis". St. Francis of Assisi National Shrine. Retrieved 11 June 2019.
9. ↑  Kiefer, James E. (1999). "Francis of Assisi, Friar". Biographical sketches of memorable Christians of the past. Retrieved 11 June 2019.
10. ↑  梁家麟. 基督教會史略-改變教會的十人十事. 香港: 明風出版. 2012: 160. ISBN 9789628911219.
11. 1 2  劉錦昌. 基督教會歷史辭典. 新竹市: 財團法人台灣基督長老教會聖經書院. 2015: 167-169. ISBN 9789869073592.
12. ↑  黃文儀.牛津當代大辭典. 台北市:旺文社股份有限公司. 1990:96. ISBN 9575080092.
13. ↑  Chesterton（1924年），第131页

## 延伸阅读

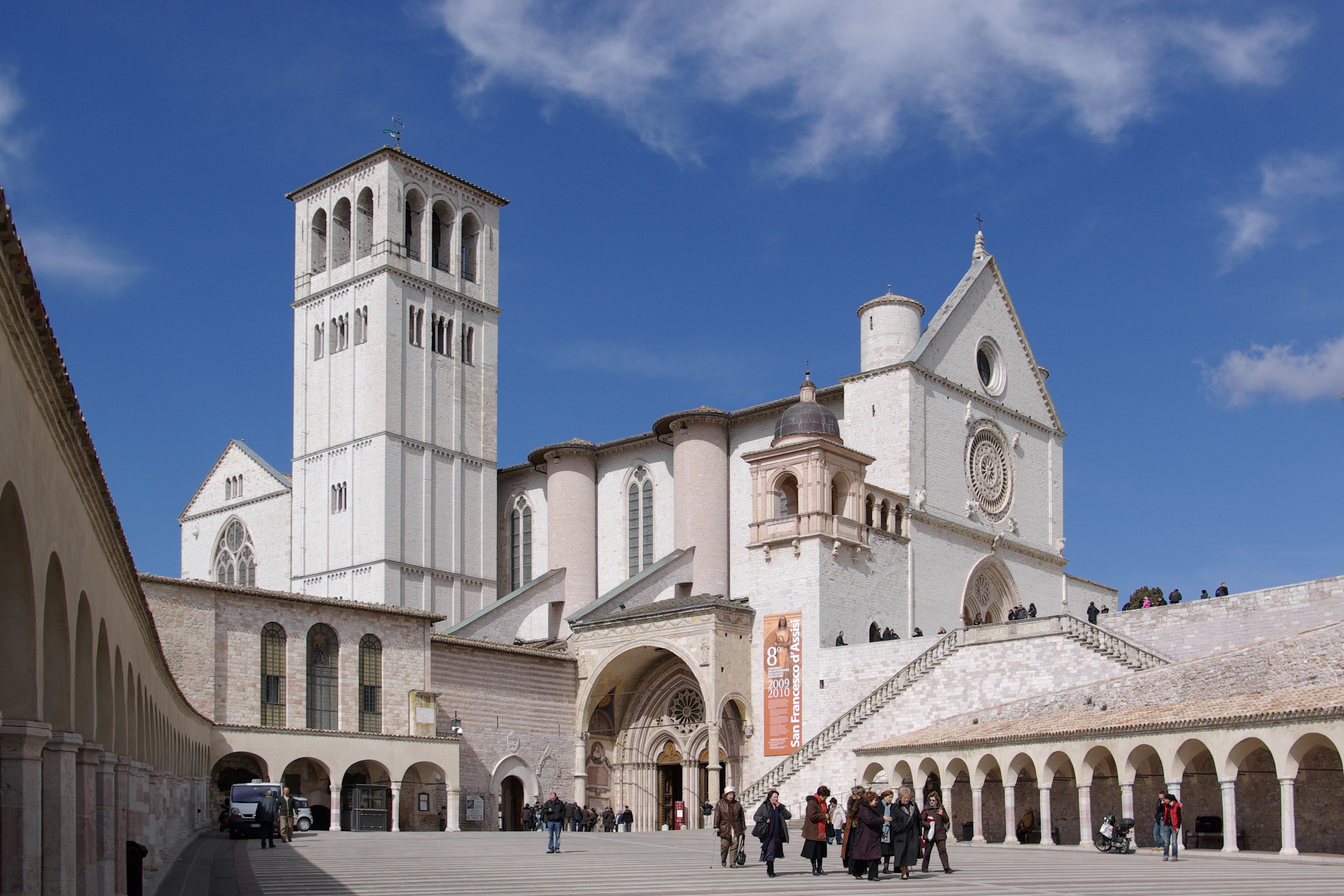
亚西西的圣方济各圣殿

- Friar Elias, Epistola Encyclica de Transitu Sancti Francisci, 1226.
- Pope Gregory IX, Bulla "Mira circa nos" for the canonization of St. Francis, 19 July 1228.
- Friar Tommaso da Celano: Vita Prima Sancti Francisci, 1228; Vita Secunda Sancti Francisci, 1246–1247; Tractatus de Miraculis Sancti Francisci, 1252–1253.
- Friar Julian of Speyer, Vita Sancti Francisci, 1232–1239.
- St. Bonaventure of Bagnoregio, Legenda Maior Sancti Francisci, 1260–1263.
- Ugolino da Montegiorgio, Actus Beati Francisci et sociorum eius, 1327–1342.
- Fioretti di San Francesco, the "Little Flowers of St. Francis", end of the 14th century: an anonymous Italian version of the Actus; the most popular of the sources, but very late and therefore not the best authority by any means.
- The Little Flowers of Saint Francis (Translated by Raphael Brown), Doubleday, 1998. ISBN 978-0-385-07544-2

## 外部連結
- "Saint Francis of Assisi"（页面存档备份，存于）, Encyclopædia Britannica online
- "St. Francis of Assisium, Confessor" （页面存档备份，存于）, Butler's Lives of the Saints
- The Franciscan Archive
- St. Francis of Assisi - Catholic Saints & Angels （页面存档备份，存于）
- St. Francis of Assisi （页面存档备份，存于） at the Christian Iconography（页面存档备份，存于） web site.
- Here Followeth the Life of St. Francis （页面存档备份，存于） from Caxton's translation of the Golden Legend
- Franciscan Cyberspot: 聖方濟各的生平資料
- St Francis of Assisi - 動物與環境的守護聖人
- St Francis of Assisi （页面存档备份，存于）
- Ron Schuler's Parlour Tricks: St. Francis of Assisi （页面存档备份，存于）